# Саботаж

Деревянный башмак (sabot)

Сабота́ж (фр. sabotage от saboter — «стучать башмаком») — умышленное неисполнение или небрежное исполнение определённых обязанностей, скрытое противодействие осуществлению чего-либо.
Самая распространенная этимология слова идёт от французского «сабо» (фр. sabot) — деревянный башмак, которым можно было заблокировать работу ткацких станков. По другой версии, слово связано с деревянными башмаками иным образом — оно означает плохую работу, которую называли «стучанием башмаками».

## Правовой статус

### Советская Россия и Союз ССР
В Советской России был саботаж со стороны бывших владельцев фабрик, торговцев, крупных чиновников, который стал первым, пассивным по форме, видом экономической контрреволюции. Саботаж распоряжений Советской власти мог вменяться как элемент государственной измены.
В Союзе ССР особый вид уголовного преступления, направленный против интересов трудящихся — Контрреволюционный саботаж. 
Так в УК РСФСР 1926 года (действовал до 1958 года) саботаж относился к «контрреволюционным преступлениям» (ст. 58 УК РСФСР). «Контрреволюционный саботаж» (ст. 58.14) определялся как «сознательное неисполнение кем-либо определённых обязанностей или умышленное небрежное их исполнение со специальной целью ослабления власти правительства и деятельности государственного аппарата».
В Украинской ССР СНК УССР и ЦК КП(б)У принимал другие меры для слома саботажа хлебозаготовок, организованный кулацкими и контрреволюционными элементами.
В последующие годы саботаж как самостоятельное преступление не рассматривался, поскольку, как писала Большая советская энциклопедия (3-е издание), «случаев саботажа в СССР практически не имеется».

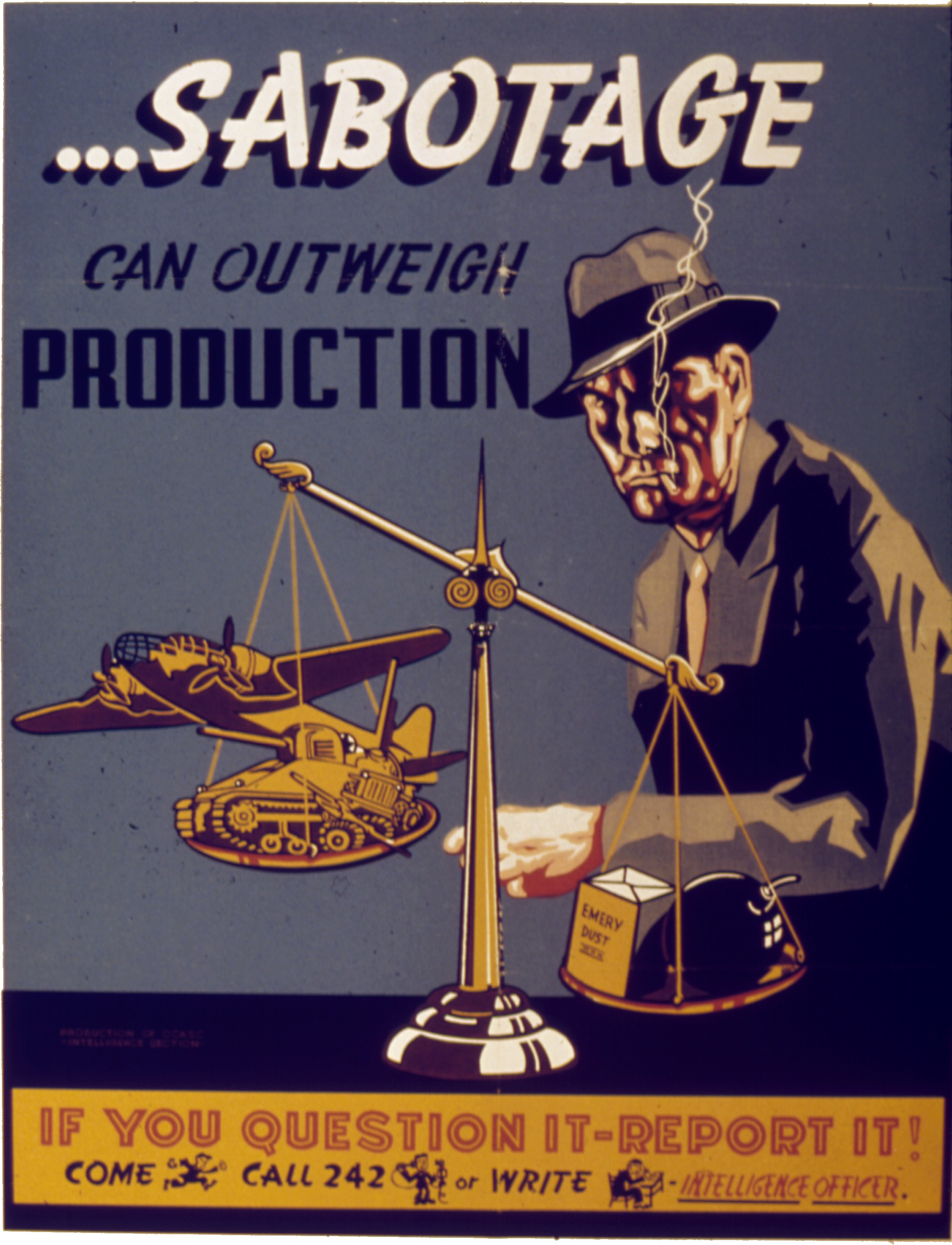
Американский плакат по информированию людей о том, что они должны делать, если они подозревают саботаж

### США
В английском языке слово sabotage означает диверсию, и вредительство. 
В статье 105 Кодекса США sabotage описывается как умышленное повреждение, уничтожение, загрязнение или заражение, либо попытка этого в отношении оборонных (военных) сооружений, материалов или приспособлений с намерением причинить вред или помехи обороне США (в мирное время), причинить вред или помешать США или какой-либо ассоциированной нации в военных приготовлениях, в ведении войны или оборонных действий (в военное время или в период действия чрезвычайного положения), а также производство неисправных оборонных (военных) сооружений, материалов или приспособлений.
В российском и советском уголовном праве к §2152, к §2153 и §2155 этой статьи близко понятие «диверсия», в то время как к §2154 и §2156 этой же статьи близко понятие «вредительство».

## Исторические примеры

### В Первой мировой войне
30 июля 1916 года произошел взрыв на острове Блэк-Том, когда немецкие агенты подожгли комплекс складов и кораблей в Джерси-Сити, штат Нью-Джерси, на которых находились боеприпасы, топливо и взрывчатые вещества, предназначенные для помощи союзникам в их борьбе.
11 января 1917 года Федор Возняк с помощью тряпки, пропитанной фосфором, или зажигательного карандаша, предоставленного немецкими диверсионными агентами, поджег свой верстак на заводе по сборке боеприпасов недалеко от Линдхерста, штат Нью-Джерси, вызвав четырехчасовой пожар, уничтоживший пол миллиона трёхдюймовых разрывных снарядов и уничтожил завод, причинив ущерб примерно в 17 миллионов долларов. Причастность Возняка не была обнаружена до 1927 года.
12 февраля 1917 года бедуины в союзе с британцами разрушили турецкую железную дорогу недалеко от порта Вадж, сведя с рельсов турецкий локомотив. Бедуины путешествовали на верблюдах и использовали взрывчатку, чтобы разрушить часть пути

### После Первой мировой войны
«Железнодорожная диверсия» в 1931 году, стала одним из событий, приведших к Мукденскому инциденту и японской оккупации Маньчжурии.
Ирландская республиканская армия (ИРА) использовала саботаж против британцев после восстания на Пасху 1916 года. ИРА скомпрометировала линии связи, пути транспорта и поставки топлива. ИРА также использовала пассивный саботаж, когда докеры и железнодорожники отказывались работать на кораблях и железнодорожных вагонах, используемых правительством. В 1920 году агенты ИРА совершили поджог не менее пятнадцати британских складов в Ливерпуле. В следующем году ИРА снова подожгла многочисленные британские цели, в том числе Дублинскую таможню, на этот раз саботировав большую часть пожарных машин Ливерпуля в пожарных депо, прежде чем совершить поджог.

### Вторая мировая война
Во время Второй мировой войны в оккупированных войсками нацистской Германии и её союзников странах движение Сопротивления поощряло различные акции саботажа. В Польше и Чехии был популярен саботаж на производстве (лозунг «Работай медленно»).

### Недавние примеры
В 1982 году в Гондурасе группа из девяти сальвадорцев и никарагуанцев разрушила главную электростанцию, оставив столицу без электричества на три дня.

## Как политическое действие
Термин «политический саботаж» иногда используется для определения действий одного политического лагеря, направленных на подрыв, преследование или нанесение ущерба репутации политического оппонента, обычно во время избирательной кампании, например, во время Уотергейта. Клеветнические кампании - широко используемая тактика. Этот термин может также описывать действия и расходы частных лиц, корпораций и организаций против демократически одобренных или принятых законов, политики и программ. После окончания холодной войны был рассекречен Архив Митрохина, в которых содержались подробные планы КГБ по активным действиям по подрыву политики в противоборствующих странах.

## Как элемент государственного переворота
Саботаж — важнейший инструмент успешного государственного переворота, требующий контроля над коммуникациями до, во время и после совершения переворота. Простой саботаж против физических коммуникационных платформ с использованием полуквалифицированных технических специалистов или даже тех, кто обучен только для этой задачи, может эффективно заставить замолчать правительство, являющееся целью переворота, оставив пространство информационной битвы открытым для господства лидеров переворота. Чтобы подчеркнуть эффективность саботажа, «один совместный техник сможет временно вывести из строя радиостанцию, которая в противном случае потребовала бы полномасштабного штурма».